# اگنس آتیم آپا
اگنس آتیم آپا (انگلیسی: Agnes Atim Apea؛ زادهٔ ۱۹۷۴/۱۹۷۵ (۴۹–۵۰ سال)) مدیر کارآفرین اهل اوگاندا است.
وی همچنین برندهٔ جوایزی همچون ۱۰۰ زن بی‌بی‌سی شده‌است.